# Narodowy Uniwersytet Medyczny w Odessie
Narodowy Uniwersytet Medyczny w Odessie (ukr. Одеський національний медичний університет) – ukraińska uczelnia medyczna z siedzibą w Odessie. Jest to największy uniwersytet medyczny na Ukrainie. 

## Historia
Historia uniwersytetu sięga 1 września 1900, kiedy w ramach Uniwersytetu Noworosyjskiego w Odessie otwarto Wydział Lekarski. W 1922 , po reformie, Wydział Lekarski Uniwersytetu Noworoskiego przekształcił się w „Odeski Instytut Medyczny”, który w 1993, po odzyskaniu niepodległości przez Ukrainę, uzyskał status wyższej uczelni o 4. poziomie akredytacji i zmienił nazwę na „Odeski Państwowy Uniwersytet Medyczny”. W 1997 uczelnia otrzymała status narodowy, przyjmując nazwę „Odeski Narodowy Uniwersytet Medyczny”. 

## Struktura
Uniwersytet składa się z 8 wydziałów, w tym Wydziału Lekarskiego oraz Wydziału Przygotowawczego dla studentów zagranicznych. Uczelnia osiada 58 wydziałów teoretycznych i 45 wydziałów klinicznych, a także jedną klinikę uniwersytecką oraz klinikę stomatologiczną. Na uczelni kształci się ponad 9000 studentów, w tym 1900 studentów zagranicznych z 52 krajów.
W ramach uczelni działa również biblioteka, Muzeum Uniwersytetu, poliklinika oraz kompleks sportowo-zdrowotny.